# Adolphe d'Espie
Adolphe Célestin Ferdinand d'Espie, també conegut pel pseudònim Jean de La Hire (Banyuls de la Marenda, 28 de gener de 1878- Niça, 5 de setembre de 1956) va ser un escriptor, editor i polític nord-català. Va ser el narrador més prolífic de la primera meitat del segle xx, així com un dels autors de literatura popular més apreciats pel públic francès. Però la seva col·laboració sota l'ocupació nazi va la seva imatge va quedar maleïda i la seva obra va caure en l'oblit després de la guerra. A més del seu pseudònim principal, també va utilitzar altres noms de ploma.

## Biografia
Era el fill gran du comte Célestin d'Espie, viticultor a Banyuls de la Marenda, i de Maria Maillol, germana de l'escultor i pintor Aristides Maillol. A la mort del seu pare va heretar el títol de comte. Va passar una part de la seva joventut en un pensionat dels jesuïtes on va rebre una sòlida formació en literatura clàssica. Després del seu pas pels jesuïtes de Besiers esdevingué profundament anticlerical El 1898 va anar a París, on intentà fer carrera literària. Va començar com a negre literari i secretari de la parella Colette-Willy. També va treballar un temps com a periodista a Matin, on fou un temps director literari.

Va prendre el pseudònom Jean de La Hire, com a admiració per les paraules d'Étienne de Vignolles, dit La Hire, company de Joana d'Arc: 
| « | Senyor fes per a La Hire el que t'agradaria que La Hire fes per tu, si fossis La Hire i si La Hire fos Déu. | » |

 El comte Adolphe d'Espie també és descendent d'aquest company de Joana d'Arc. En 1898 va publicar smb Edmond Girard el seu primer conte, La Chair et l'Esprit, gràcies a Pierre Louÿs.
Fins al 1908 va publicar una vintena de contes, com Héro et Léandre publicat a Marsella (1900), Le Tombeau des vierges (1900), La Torera (1902) i L'Enfer du soldat (1903. També es va interessar en l'ofici d'editor i va fundar la Bibliothèque indépendante, el 15 de novembre de 1904 sota el seu veritable nom, Adolphe-Ferdinand Célestin d'Espie. Va vendre aquesta editorial menys d'un any després, i va prendre la direcció de la Librairie Universelle, de juliol de 1905 a juny de 1906. Després d'un estudi biogràfic sobre Colette en 1905, va escriure La Roue fulgurante en 1906. Aquesta novel·la d'anticipació i ciència-ficció el converteix en un dels pioners francesos de l novel·la espacial.
Autor extremadament prolífic, va abordra tots els gèneres en voga i va publicar durant la seva llarga carrera de més de 600 texts, alguns dels quals excedeixen les 100.000 còpies, tirada considerable per l'època. Algunes novel·les sentimentals, policíaques, aventures, capa i espasa o de ciència-ficció, va aparèixer publicades per primera vegada en els diaris i fulletons, una forma de publicació que es va desenvolupar amb força a principis del segle xx.

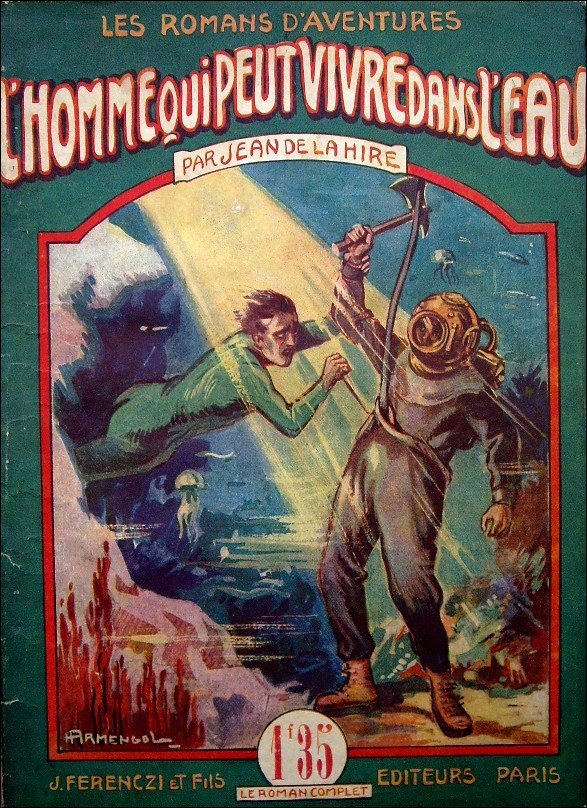
L'Homme qui peut vivre dans l'eau, coberta d'una reedició del conte de Jean de la Hire, J. Ferenczi & fils, 1921. Il·lustració d'Henri Armengol.

Les seves novel·les de la literatura clàssica com L'Enfer du soldat (1903) o Les Vipères (1905), constantment al costat de les novel·les d'aventures i espionatge com la sèrie de les Grandes aventures du Nyctalope. En 1911, Jean de La Hire va crear el personatge de Léo Saint-Clair, dit el Nyctalope, amb la publicació de Mystère des XV. Després d'un intent d'assassinat, el personatge rep una cor artificial, i es converteix en un heroi venjador amb un visió nocturna. Menys conegut que Rocambole, Arseni Lupin o Fantômas, Nyctalope va tenir en el seu moment un gran èxit comercial, a través de trenta llibres. Ser propietari d'un nom codificat i un superpoder fa de vegades es considera un dels primers superherois en la història de la literatura popular. Alguns dels títols en aquesta sèrie entren directament en la novel·la policíaca, com Les Mystères de Lyon (1933), L'Assassinat du Nyctalope (1933), La Sorcière nue (1954), o L'Énigme du squelette (1955), lel darrer títol on apareix l'heroi.
També va barrejar els gèneres fantàstic i de ciència-ficció a Le Roi de la nuit (1943). També utilitza diversos altres pseudònims, com la majoria dels novel·listes populars de l'època: Edmond Cazal per les novel·les històriques Mirabeau i Sainte Thérèse d'Avila ; el de Commandant Cazal per les novel·les bèl·liques ; Alexandre Zorka, John Vinegrower i André Laumière per les narracions amoroses ; i Arsène Lefort per les de capa i espasa com Le Roi des catacombes (1929), La Fille de Duguesclin (1938), però també per les novel·les policíaques com Le Mystère de Ker-Gor (1932).
Adolphe d'Espie també provà la literatura infantil i jovenil, que va fonamentar la seva popularitat: s'hi troba en els gèneres de novel·la de detectius, novel·la d'amor, ciència-ficció i aventures de escoltes. Aquestes novel·les narratives apareixen com a episodis diversos lliuraments: Les Trois Boy-scouts (édition Ferenczi, publication débutée en 1913), Grandes aventures d'un boy-scout (édition Ferenczi, 1926), L'As des boy-scouts (Ferenczi, 1932), etc. És particularment en aquest gènere que desenvolupa plenament la seva producció literària en sèrie, usant el dictat estenogràfic per mantenir el ritme de les seves publicacions. Cada episodi, que gira entorn d'una aventura coherent, es pot llegir independentment de la sèrie, a diferència d'altres autors amb episodis corresponen al desenvolupament en seccions de l'obra final. Aquestes mini-narracions s'inspiren en situacions pròpies de diversos gèneres literaris transposats (policia, espionatge, naufragi en una illa deserta, etc.).
Participant en els combats de la Primera Guerra Mundial, i és víctima del gas de guerra que el deixa amb problemes pulmonars recurrents. Malgrat el seu èxit popular, Jean de La Hire no renuncia a la literatura clàssica amb Sainte Thérèse d'Avila (Ollendorf 1921), que considera el seu millor llibre. Proposa una reconstrucció dels èxtasis de Teresa d'Àvila, en termes de deliri místic amb fortes connotacions sexuals. Traduït al castellà, aquest llibre fou molt atacat al món catòlic. Fou inclòs a l' Index librorum prohibitorum, i cremat solemnement a Madrid en un pati del palau reial en presència de nombrosos convidats, d'un legat del papa i del rei Alfons XIII d'Espanya. També fou inclosa a l'Indec L'Inquisition d'Espagne, publivsfs en 1924 sota el pseudònim d'Edmond Cazal, en la col·lecció L'histoire Romanesque de l'editorial Paris Bibliothèque des curieux.
Es va posicionar com a ardent defensor dels valors democràtics amb la seva novel·la visionària, La Guerre… La Guerre, publicada el 1939 sota el pseudònim d'Edmond Cazal. A partir de l'1 de febrer de 1939 va començar una sèrie de 5 obres que va acabar el 10 d'agost del mateix any: La Guerre ! La guerre !, Maginot-Siegfried, Batailles pour la mer, L'Afrique en Flammes i La fin… par le Pétrole, amb un total de més de 1.200 pàgines. El primer tom va sortir el març, uns mesos abans del començament de la Segona Guerra Mundial.
Tanmateix, sota l'ocupació es va convertir al petainisme i va publicar nombrosos assaigs hostils al Regne Unit o a favor de la col·laboració. En 1940 va escriure Le Crime des évacuations — les horreurs que nous avons vues (Tallandier), acusació contra els equips governamentals de Paul Reynaud, Georges Mandel i altres. Es va unir al Reagrupament Nacional Popular (RNP), el partit col·laboracionista de Marcel Déat, i al Grup Col·laboració. El 28 de gener de 1941 l'administració alemanya de la Zona Ocupada el va nombrar comissari gerent de l'editorial Ferenczi, per tal de contrarestar el Comissariat General d'Afers Jueus que estava tractant de posar sota la seva jurisdicció l'arianització de les editorials franceses que pertanyien a jueus en aplicació de l'ordenança alemanya del 18 d'octubre de 1940. Jean de la Hire substituí a Raymond Durand-Auzias qui havia estat nomenat breument pel tribunal de comerç del Sena per administrar l'editorial Ferenczi, que fou rebatejada Éditions du Livre moderne. Aquest càrrec fou retirat el 29 de desembre del mateix any. Els seus escrits polítics són obertament proalemanys: Le Travail, les Travailleurs et la Nouvelle Europe (1941) i Hitler, que nous veut-il donc ? (1942), tots dos a éditions du Livre Moderne, com Mort aux Anglais! Vive la France (1942).
Després de la guerra es va enfrontar a la depuració: fou exclòs del Sindicat d'Editors el 9 de setembre de 1944, i posat sota detenció preventiva el 21 de març de 1945. S'escapà de l'hospital de Château-la-Vallière, on havia estat traslladat, i fou condemnat per contumàcia a deu anys de presó. El 30 d'abril de 1948 fou condemnat a degradació nacional. Es va entregar el 3 de desembre de 1951 i no complí la seva condemna a causa de la llei d'amnistia. A continuació, emprèn una nova sèrie de llibres i novel·les de detectius.
Va morir el 1956 a Niça, seguint els seus problemes crònics de pulmons a causa de la Primera Guerra Mundial. Està enterrat al cementiri de Saint-Laurent de Cognac, Charente.

## Obres

### Narracions

#### SèrieNyctalope
- L'homme qui peut vivre dans l'eau, Félix Juven (1910), aparegut en fulletó a Le Matin en 1908
- Les Amours de l'inconnu (1921)
- Le Mystère des XV (1922), aparegut en fulletó a Le Matin dès 1911
- Le Triomphe de l'amour (1922), reeditat en 1954 com a Le Secret de XII i Les Conquérants de Mars
- Lucifer contre Nyctalope (1922), reeditat amb el títol Lucifer i Le Drame des Bermudes en 1939
- L'Amazone du Mont Everest (1925), reedició en altres versions amb els títols La Madone des cimes (1933) i Le Mystère de l'Everest (1953)
- La Captive du démon (1931), aparegut en fulletó amb el títol L'Antéchrist a Le Matin en 1927
- La Princesse rouge (1931), continuació de l'anterior
- Titania (1929)
- Écrase ta vipère (1929)
- Belzébuth (1930)
- L'Île d'épouvante (1930)
- Gorillard (1932)
- Le Mystère jaune (1932)
- L'Assassinat du Nyctalope (1933)
- Les Mystères de Lyon (1933)
- Les Adorateurs du sang (1933)
- Le Sphinx du Maroc (1936), aparegut en fulletó a Le Matin en 1934
- La Croisière du Nyctalope (1937), versió modificada amb el títol Wanda en 1953
- Le Mystère de la Croix du sang (1941), reeditat com a La Croix du sang
- Le Roi de la nuit (1943), versió modificada amb el títol Planète sans feu en 1953
- Rien qu'une nuit (1944)
- La Sorcière nue (1954)
- L'Énigme du squelette (1955)

#### SèrieLes Grandes Aventures d'un boy-scout(1926)
1. La Volonté de Franc-Hardi
2. Le Prodigieux Voyage
3. Le Mystère des souterrains
4. La Révolte des Ziouits
5. La Lutte formidable
6. Les Hommes de Mars
7. Franc-Hardi et les Martiens
8. Les Martiens capturés
9. Dramatiques mystères
10. Chasses martiennes
11. Le Rayon ardent
12. La Pierre tournante
13. Les Cyclopes à trompe
14. La Vengeance des Kolops
15. Vers le tour du monde saturnien
16. Le Drame des hommes-taureaux
17. L'Ile aux embûches
18. Tentative suprême
19. La Mer visqueuse
20. Jours tragiques
21. Les Kaloomiens
22. L'Avionnette
23. L'Abominable Piège
24. L'Impitoyable Kallap
25. L'Enlisement
26. Les Hommes sans yeux

#### Altres narracions
- La Chair et l'Esprit (1898)
- Les Vipères (1899)[9]
- Le Tombeau des vierges (1900)
- Héro et Léandre (1900)
- Maîtresse de roy (1901)
- Incestueuse (1901)
- Le Sang des grenades (1902)
- Le Vice provincial (1902)
- La Torera (1902)
- L'Enfer du soldat (1903)
- L'Enlèvement (1903)
- Vengeance d'amoureuses (1903)
- Les Sept Beautés de la marquise (1903)
- Amour tragique (1903)
- Rivales d'amour (1903)
- Marcelle et moi, suivi de Vertueuse Épouse (1903)
- L'Homme et la Nature. Le Régiment d'Irma (1904)
- La Ville ardente (1905)
- Vengeances d'amoureuses (1905)
- Trois Parisiennes (1906)
- Ménage d'artiste. Willy et Colette, étude biographique et critique (1906)
- Le Trésor dans l'abîme, éditions Boivin & Cie (1907)
- L'Homme et la Société. Les Vipères, mœurs de province (1907)
- Les Amours de la reine (1907)
- La Roue fulgurante (1908), reeditat en 1952 com Soucoupe volante
- Le Tour du monde de deux enfants (1912), 71 fascicles
- Les Trois Boy-scouts (1913), 35 fascicles
- Les Trois Mignons (1913), conte sentimental de capa i espasa
- Officier pauvre (1914)
- L'Avion d'amour (1917)
- Marcelle, la p'tite dactylographe (1919)
- Passions ardentes (1919)
- Le Miroir d'amour (1921)
- Les Drames du cœur (1921)
- Fleur meurtrie ! (1921)
- Le Mort vivant (1922)
- Le Capitaine (1923)
- Alcatara (1923), reeditat com a Les Chasseurs de mystère
- Le Cœur du clown (1924)
- La Créole amoureuse (1924)
- L'As des Boy-Scouts (1925), 51 fascicles
- Envoûtement d'amour (1925)
- Le Couvent, ou l'Amour (1925)
- L'As des boy-scouts (1925-1926), 52 fascicles
- La Capitaine (1926)
- La Captive du soleil d'or (1926)
- Quand l'amour veut... (1926), altre versió, d'Emmanuel Fournier, com a Tendresse volée (1935)
- Le Roman d'un modèle (1926)
- L'Épave sanglante (1926)
- Le Sphinx du Labrador (1927)
- Le Zankador (1927)
- Le Roi de la Sierra (1927)
- Les Dompteurs des forces (1927)
- Pour gagner le bonheur ! (1927)
- Souffrance cachée (1927)
- Le Passager de l'"Insular" (1927), conte policíac
- Poignard au cœur (1928)
- Le Monstre au cœur d'acier (1928)
- La Marque des deux tigres (1928)
- L'Énigme des pôles (1928)
- L'Homme aux hélicoptères (1928)
- Les Ravageurs du monde (1928)
- Les Démons de l'Apatcha (1928)
- La Fille du bourreau (1928)
- L'Aventureuse Marquise (1928)
- Les Cauchemars de la vie (1928), en col·laboració amb Marie de La Hire
- Les Bandits de Paramaribo (1929)
- Le Roi des catacombes (1929)
- Le Secret des cent îles (1929)
- L'Œil de la déesse (1929)
- Le Chevalier de Crèvecœur (1929)
- Mademoiselle Raymonde, sténographe (1929)
- Les Fiancés de l'aventure (1929)
- Les Hommes sans yeux (1930)
- Kaïtar (1930)
- Salbadou, contrebandier catalan (1930)
- La Nouvelle Judith (1930)
- Les Amazones (1930)
- Le Cercueil de nacre (1930)
- La Tragédie du "Parana" (1930)
- Le Vengeur du pirate (1930)
- Pour avoir un mari (1930)
- Le Mystère vaincu (1930), novel·la d'amor
- Le Cercueil de nacre, Tallandier, (1930)
- Le Fils du soleil (1931)
- Le Paladin d'amour (1931)
- Morgak le Rouge (1931)
- Waïni la captive (1931)
- Le Roi des scouts (1931-1932), 64 fascicles
- Sous l'œil de Dieu (1932)
- La Reine de l'Atlantique (1932)
- Le Mystère de Ker-Gor (1932)
- Les Noces de perles (1932), conte de policies
- À travers les périls (1933)
- Le Maître du monde (1933)
- Scouts services secrets (1933)
- Flossie Mystère (1933)
- Le Trésor de Melga (1933)
- Les Rescapés du "Gascogne" (1933)
- Les Drames de la forêt vierge (1933)
- Le Chemin de Santiago (1933)
- Le Sorcier su sel (1934)
- Le Roc mystérieux (1934)
- Le Regard qui tue (1934)
- Le Typhon de Tahiti (1934)
- Le Secret des Torelwoch (1934), reeditat com a I.S.
- La Mort de Sardanapale (1935), reeditat com a Les Envoûtés
- L'Antre des cent démons (1935)
- La Dernière Étincelle (1935)
- L'Énigme de l'œil sanglant (1935)
- Le Mystère du phare (1935)
- Tu seras folle ! (1935)
- Crypte des maudits (1935)
- Le Volcan artificiel (1935)
- La Tigresse (1936)
- Le Corsaire sous-marin (1936-1937), 75 fascicles
- La Captive du Dragon noir (1937)
- Le Mystère du phare (1937)
- La Captive de la Tour-Mystère (1937)
- Les Aventuriers du pétrole (1937)
- L'Héroïne de Barcelone (1937)
- La Loubianskaïa, sirène de la Guépéou (1938)
- La Garde au Rhin (1938)
- Destins romanesques (1938)
- Le Donjon de Malemort (1938)
- Rapières et Cœurs (1938)
- L'Or des îles perdues (1938)
- Le Bar du Chien-rouge (1938)
- Le Drame du grand-derviche (1938)
- L'Île des Pygmées (1938)
- Vertige d'amour (1939)
- L'Attente du bonheur (1939), en col·laboració amb Marie de La Hire
- Les Ravageurs du monde (1939)
- Le Labyrinthe rouge (1940)
- Les Chemins de l'amour (1940)
- Minuit sonnait (1940)
- Les Pirates de Singapour (1941)
- Les Drames de Paris (1941)
- La Plaque tournante (1941)
- Sortilèges d'amour (1941)
- Le Drame du Trou-aux-loups (1941)
- L'Enfant dans la maison (1941)
- L'Héroïne de Barcelone (1942)
- Le Noyé du Quai Voltaire (1943)
- son bonheur en péril (1943)
- Vingt ans ont passé (1943)
- Le Mystère de la promenade des Anglais (1949), reeditat com a Trois morts promenade des Anglais
- L'Invisible (1953)
- Planète sans feu (1953)
- Au-delà des ténèbres (1954)
- La Fille au double cerveau (1954)
- Le Pays inconnu (1957)
- La Demoiselle de magasin (s.d.)

### Altres publicacions
- Les Gaudrioles militaires (1897)
- Mémoires d'un Don Juan et physiologie du donjuanisme (1904)
- Le Président Fallières, la vie politique, le Congrès de 1906 (1906)
- Les Voyages passionnés. À Venise, dans l'ombre de Byron (1915)
- L'Europe futur : réponse à H. G. Wells (1916)
- In memoriam (1918)
- L'Empoisonneur mondain. La Pommeraye (1925)
- Barbe-Blue moderne. Landru (1925)
- Bombe-aux-nichons. Ravachol (1925)
- Les Amours, les frasques et la passion de Mirabeau (1926)
- Les Crimes des évacuations (1940)
- Le Travail, les Travailleurs et la Nouvelle Europe (1941)
- Hitler, que nous veut-il donc ? (1942)
- Mort aux Anglais! Vive la France (1942)